# Saint-Oradoux-près-Crocq
Saint-Oradoux-près-Crocq – miejscowość i gmina we Francji, w regionie Nowa Akwitania, w departamencie Creuse.
Według danych na rok 1990 gminę zamieszkiwały 134 osoby, a gęstość zaludnienia wynosiła 10 osób/km² (wśród 747 gmin Limousin Saint-Oradoux-près-Crocq plasuje się na 485. miejscu pod względem liczby ludności, natomiast pod względem powierzchni na miejscu 486.).